# Trombone Champ
Pour les articles homonymes, voir Trombone.
Trombone Champ est un jeu vidéo de rythme développé et publié par Holy Wow Studios en septembre 2022. Il s’agit d’un jeu de rythme basé sur le trombone,,. 
Il comprend à sa sortie une liste de 24 morceaux, complétée par la suite lors de mises à jour gratuites.

## Système de jeu
Loin d'être un jeu musical sérieux, il repose au contraire sur l'aspect comique causé par les fausses notes et la sonorité du trombone, son créateur déclarant que Trombone Champ est « d'abord une blague, et deuxièmement un jeu vidéo ».

## Contenu
À sa sortie, Trombone Champ contient 24 morceaux, constitués principalement de musique classique et de chansons traditionnelles, ainsi que plusieurs compositions originales. Des ajouts sont faits par la suite grâce à des mises à jour gratuites.
| Date d'ajout                       | Titre                         | Compositeur                               | Note                 |
| ---------------------------------- | ----------------------------- | ----------------------------------------- | -------------------- |
| 15 septembre 2022 Sortie originale | Ainsi parlait Zarathoustra    | Richard Strauss                           |                      |
| 15 septembre 2022 Sortie originale | Auld Lang Syne (Champ Mix)    | Robert Burns, Holy Wow Studios            |                      |
| 15 septembre 2022 Sortie originale | Baboons!                      | Holy Wow Studios                          | Chanson originale    |
| 15 septembre 2022 Sortie originale | Symphonie no 5 de Beethoven   | Ludwig van Beethoven                      |                      |
| 15 septembre 2022 Sortie originale | Le Beau Danube bleu           | Johann Strauss II                         |                      |
| 15 septembre 2022 Sortie originale | Danse de la fée Dragée        | Piotr Ilitch Tchaïkovski                  |                      |
| 15 septembre 2022 Sortie originale | Eine kleine (Champ Mix)       | Wolfgang Amadeus Mozart, Holy Wow Studios |                      |
| 15 septembre 2022 Sortie originale | Eine kleine (Trap Mix)        | Wolfgang Amadeus Mozart, Holy Wow Studios |                      |
| 15 septembre 2022 Sortie originale | The Entertainer               | Scott Joplin                              |                      |
| 15 septembre 2022 Sortie originale | Entrée des gladiateurs        | Julius Fučík                              |                      |
| 15 septembre 2022 Sortie originale | God Save the King             | Inconnu                                   | Hymne du Royaume-Uni |
| 15 septembre 2022 Sortie originale | Hava Nagila                   | Abraham Zvi Idelsohn                      |                      |
| 15 septembre 2022 Sortie originale | Long-Tail Limbo               | Max Tundra                                |                      |
| 15 septembre 2022 Sortie originale | Ô Canada                      | Calixa Lavallée                           | Hymne du Canada      |
| 15 septembre 2022 Sortie originale | Skip to My Lou                | Inconnu                                   |                      |
| 15 septembre 2022 Sortie originale | The Star-Spangled Banner      | Francis Scott Key, John Stafford Smith    | Hymne des États-Unis |
| 15 septembre 2022 Sortie originale | Stars and Stripes Forever     | Jean-Philippe Soua                        |                      |
| 15 septembre 2022 Sortie originale | SkaBIRD                       | Holy Wow Studios                          | Chanson originale    |
| 15 septembre 2022 Sortie originale | Trombone Skyze                | Holy Wow Studios                          | Chanson originale    |
| 15 septembre 2022 Sortie originale | Take Me Out to the Ball Game  | Albert Von Tilzer, Jack Norworth          |                      |
| 15 septembre 2022 Sortie originale | La vieille jument grise (en)  | Thomas F. McNulty                         |                      |
| 15 septembre 2022 Sortie originale | Trombone Fuerte               | Holy Wow Studios                          | Chanson originale    |
| 15 septembre 2022 Sortie originale | Warm-Up                       | Holy Wow Studios                          | Chanson originale    |
| 15 septembre 2022 Sortie originale | Ouverture de Guillaume Tell   | Gioachino Rossini                         |                      |
| 22 septembre 2022                  | Rosamunde (Beer Barrel Polka) | Jaromir Vejvoda                           |                      |

## Développement
L'équipe à la base de Trombone Champ, constituée de Dan Vecchitto et de sa femme, l'a développé sur son temps libre (soirs et week-ends) durant quatre ans.
Après le succès qui a rapidement suivi la sortie du jeu, Dan Vecchitto a déclaré avoir quitté son emploi de développeur web pour se consacrer pleinement au jeu, afin d'ajouter du contenu et de le porter sur Mac.

## Accueil
Quelques jours après sa sortie, Trombone Champ reçoit une forte exposition sur les réseaux sociaux et sur Twitch, provoquant un succès inattendu pour le petit studio de développement. Une semaine après sa sortie, il fait partie des 10 jeux qui se vendent le plus sur la plate-forme Steam et début octobre, il a déjà rentabilisé ses frais de développement.
Il reçoit une évaluation "extrêmement positive" par les joueurs sur la plate-forme Steam (97% d'évaluations positives au 22 octobre 2022, sur 2200 avis).

### Récompenses et nominations

#### Nominations
- New York Game Awards 2022[8]
  - Meilleur jeu indépendant
  - Meilleure musique